# Neil Bartlett (dramaturgo)
Neil Vivian Bartlett OBE (n. Hitchin, Hertfordshire, 1958) es un director, intérprete, traductor y escritor británico. 

## Carrera
Fue uno de los fundadores de Gloria, una productora creada en 1988 para producir sus propios trabajos junto a Nicolas Bloomfield, Leah Hausman y Simon Mellor. Su obra ha sido premiada en numerosas ocasiones, incluyendo el premio Perrier de 1985 por su obra More Bigger Snacks Now, el premio Time Out Dance Umbrella por A Vision of Love Revealed in Sleep, el premio del Writers Guild por Sarrasine, un Time Out Theatre Award por A Judgement in Stone), y un premio especial del jurado en el Cork Film Festival por Now That It's Morning. Su producción de The Dispute ganó el Time Out Award a la mejor producción en el West End y en 1999 el premio TMA Best Touring Production. Fue nombrado en 2000 Caballero de la Orden del Imperio Británico por sus servicios en las artes.
En su obra Who Was That Man muestra como la historia gay de Londres en los años 1890 afectó la vida de Bartlett como gay en el Londres de los años 1980. Su última novela, Skin Lane fue publicada en Londres por Serpent's Tail en marzo de 2007.  
Trabajó como director artístico en el Lyric Theatre Hammersmith desde 1994 hasta 2004. Allí dirigió producciones de teatro clásico, que tradujo o adaptó. Algunos de las obras que dirigió y tradujo:
- La primera producción inglesa de la obra Splendid's de Jean Genet.
- De Kleist la obra Prince of Homburg.
- De Marivaux la obra La Dispute.
- Una adaptación de la obra de Dickens Oliver Twist.

Muchas de sus traducciones de obras clásicas han sido puestas en escena en teatros de otras partes del mundo.

## Obra

### Ficción
- Who Was That Man: A Present for Mr. Oscar Wilde (1988)
- Ready to Catch Him Should He Fall (1992)
- Mr. Clive and Mr. Page (1996)
- Skin Lane (2007)
- "When the Time Comes; or, the Case of the Man Who Didn't Know" (short story)

### Teatro y radio
- More Bigger Snacks Now (1985), director para Complicite
- A Vision of Love Revealed in Sleep (Part One) (1987)
- The Misanthrope (1988), director para Red Shift
- Lady Audley's Secret (1988-1989) para Gloria
- A Vision of Love Revealed in Sleep (Part Three) (1989-1990) para Gloria
- Ariadne (1989-1990)
- Berenice (1990) para el Royal National Theatre
- The School for Wives (1990) para la Derby Playhouse
- Sarrasine (1990-1991) para Gloria
- The Avenging Woman (1991)
- Let Them Call It Jazz (1991) para Gloria
- Twelfth Night (1992) para el Goodman Theatre, Chicago
- A Judgement in Stone (1992) para Gloria
- The Game of Love and Chance (1992-1993) para Gloria/Cambridge Theatre Co./Royal National Theatre
- Night After Night (Part One) (1993) musical
- The Seven Sacraments of Nicolas Poussin (1998)
- Ned Chaillet#1000 Years of Spoken English: The Verger Queen|The Verger Queen o Bette's Full Service (2000)
- In Extremis (2000)
- Does You Good (2001)
- Camille (2003) adaptación de La dama de las camelias
- Improbable (2004) radio

### Televisión
- That's What Friends Are For (1988) televisión, para Channel Four
- Where Is Love? (1988) televisión, para ICA/BBC2
- Pedagogue (1988) con Stuart Marshall
- That's How Strong My Love Is (1989) televisión, para Channel Four
- Now That It's Morning (1992) televisión, para Channel Four/British Screen